# منتخب التشيك للكرة اللينة للسيدات
منتخب التشيك للكرة اللينة للسيدات هو ممثل التشيك الرسمي في المنافسات الدولية في كرة لينة للسيدات.